# Atonía uterina

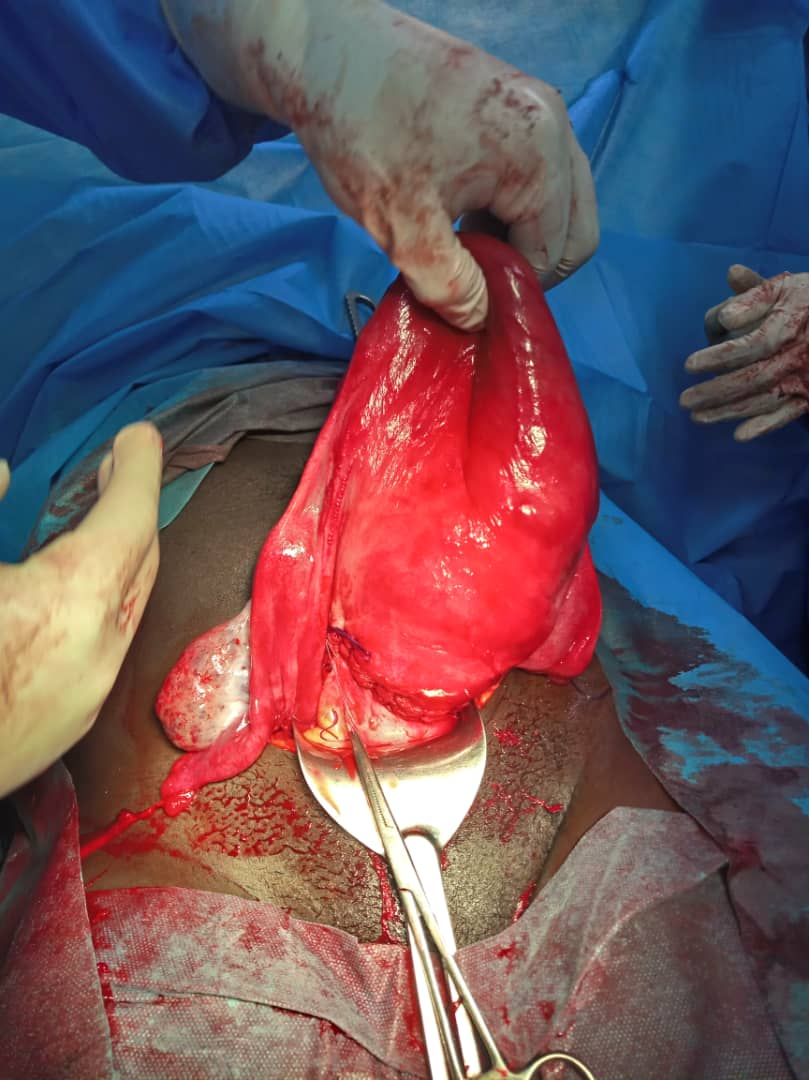
Un útero atónico con una cicatriz en el segmento uterino inferior. El útero es tomado entre los dedos del cirujano. La vejiga se retrae hacia abajo con un retractor de Doyen.

La atonía uterina es el término en obstetricia que se refiere a la pérdida del tono de la musculatura del útero que conlleva a la ausencia de contracción del mismo y un consecuente retraso en su involución tras el parto.
Cuando la madre expulsa al bebé y a la placenta, se desencadena un mecanismo de suma importancia: se trata de una potente contracción uterina cuya función es el cierre de los vasos sanguíneos del útero. Gracias a esta contracción, el sangrado es mínimo en la madre.
Cuando este mecanismo no se produce, se origina la atonía uterina o inercia y el resultado es una importante hemorragia con presencia de hematoma en labios superiores y un intenso dolor con acumulación de coágulos internos.
Hasta en un 5% de los partos naturales puede producirse la ausencia de contracción uterina y las causas inducen el problema son diversas, como puede ser es la multiparidad, la placenta previa o la sobredistensión uterina. La atonía uterina puede también ser originada por retención de un resto placentario o una infección. [1]
Por lo general, las contracciones del miometrio comprimen los vasos sanguíneos desgarrados durante el parto, reduciendo el flujo sanguíneo en la pared uterina. Por lo tanto, una carencia de contracciones uterinas posparto pueden causar una hemorragia obstétrica. [2]
Clínicamente, entre 75-80% de las hemorragias posparto son causadas por atonía uterina. Dependiendo del grado de incidencia de la hemorragia es necesaria la administración de fármacos para frenar el sangrado, en los casos graves se requeriría la práctica de la cirugía y en los casos muy graves se procedería a la extirpación del útero.
En cualquier caso, el personal sanitario se encarga de evaluar la gravedad de la hemorragia y adoptar la decisión más oportuna. Esto no sería posible si el parto natural se produjera en el hogar tal y como desean algunas madres y sin la [1] correspondiente asistencia médica, lo que podría derivar en un fatal desenlace

## Etiología
Algunos de los factores que predisponen a una pérdida del tono uterino, incluyendo en:
- Sobredistensión uterina por embarazo múltiple, polihidramnios o macrosomía fetal[3]
- Cansancio uterino por un parto prolongado o distocia
- Multiparidad
- Parto precipitado, especialmente si dura menos de 3 horas
- Tratamiento de la preeclampsia con sulfato de magnesio
- Corioamnionitis
- Uso de anestésicos halogenados
- Miomas
- pueden simplificarse en “4T”: TONO (atonía), TRAUMA, TEJIDO (retención de restos) y TROMBINA (alteraciones de la coagulación)Múltiples factores predisponentes pueden relacionarse con estas causas.[4]

## Tratamiento
Masaje uterino bimanual:
La primera maniobra a realizar ante una atonía uterina es el masaje bimanual del útero. Consiste en masajear el útero de manera intermitente, hacia abajo desde el abdomen con una mano, y hacia arriba desde la vagina con la otra mano.
La oxitocina, una hormona sintética que se administra por vía intravenosa, es el fármaco de primera elección en el manejo de la atonía uterina (20-50 U diluidas en 1000 ml de solución glucosada al 5%).  Se pueden colocar 10U de manera intramuscular sin embargo tiene una respuesta más lenta debido a una menor biodisponibilidad.
2.-ergonovina
3.-carbetocina
4.-misoprostol
La atonía uterina en el curso de una cesárea puede requerir técnicas quirúrgicas como la sutura de B-Lynch o similares.
Pasos de técnica de saturación B-Lynch.
“1.- Requiere histerotomía, incluso
en caso de parto vaginal.
2.- Pasar el primer punto a través
del margen derecho de la histerotomía, tal y como se indica en el esquema
correspondiente.
3.- Pasar la lazada del punto por
encima del fundus (de cara anterior a posterior).
4.- Entrada de nuevo en la cavidad
uterina a través de la cara posterior, a nivel de la histerotomía, que
corresponde aproximadamente al punto de inserción de los ligamentos
útero-sacros.
5.- Por dentro de la cavidad
uterina, translación horizontal del hilo. Sacar el punto por la cara posterior,
simétrico al anterior, pero en el lado izquierdo.
6.- Pasar la lazada de nuevo por
encima de fundus, pero en sentido inverso (de cara posterior a anterior).
7.- Pasar el punto por la
histerotomía, por el lado izquierdo, simétrico al anterior.
8.- Hacer el nudo por debajo de la
histerotomía”.
TRATAMIENTO QUIRÚRGICO RADICAL: HISTERECTOMÍA.
TÉCNICA: - Subtotal más fácil y rápida. - Total: si hay Laceración que se prolonga a cérvix, Placenta previa o placenta accreta de inserción baja.
	 La técnica es similar a la ya conocida, con la única variación que es necesario ligar en primer lugar los vasos uterinos y después el resto de pedículos.